# Špediter
Špediter ( angl. "Freight Forwarder" ) je podjetje ali oseba, ki se za tuj račun in v lastnem imenu ukvarja z odpremljanjem blagovnih pošiljk (špedicijski posel) prek prevoznikov (železnice, ladje idr.). Glavna dejavnost špediterja je tako iskanje ter organizacija najbolj ekonomičnih in varnih pogojev za odpremo, dostavo in prevoz blaga. 
Špediter ima strokovno znanje glede kombiniranega transporta (ladijski, tovorniški, železniški, itn.) ter tudi znanje glede predpisov, kot so devizni, sanitetni, carinski predpisi itn. 
Glavna skrb špediterja je v razbremenitvi naročnika s transportom in organizacijo transporta, tako da se ta lahko usmeri in posveti svoji osnovni dejavnosti.
Špedicijske storitve so tiste logistične storitve, ki jih opravljajo špediterska podjetja za potrebe svojih strank, to je prodajalcev in kupcev blaga. 

## Podfunkcije špedicije

### 1. Prostorska funkcija
Tu gre za obvladovanje oddaljenosti kraja proizvodnje in kraja potrošnje. Prihaja do prepletenosti zunanje trgovine, mednarodnega transporta in mednarodne špedicije. Mednarodna špedicija izvaja aktivnosti v zvezi z organizacijo, odpremo in dobavo blaga od proizvajalca do potrošnika. Špediter se v tej funkciji pojavlja kot organizator, koordinator in izvajalec transporta.

### 2. Časovna funkcija
Osnova te funkcije je premostiti časovno razliko med proizvodnjo v enem kraju in potrošnjo v drugem kraju. V tem procesu špediter največkrat organizira razkladanje, nakladanje, pretovarjanje ali pa vse to sam opravi. Opravlja carinske dejavnosti okoli izvoza, uvoza in pretovora blaga. Organizira in omogoča pregled blaga sanitarnim, veterinarskim in drugim organom. Kontrolira kvaliteto in kvantiteto blaga. Pri izvrševanju te podfunkcije se špediter pojavlja v vlogi svetovalca, organizatorja, koordinatorja in izvajalca.

### 3. Kvantitetna (količinska) funkcija
Špediter kot specialist za organizacijo odpreme, dostave in prevoza je poznavalec prednosti in slabosti vseh oblik racionalizacije, manipulacije in transporta blaga (palete), transportne tehnologije in organizacije transporta. Ta njegova funkcija lahko bistveno pripomore k zniževanju prevoznih stroškov.

### 4. Kvalitetna funkcija
Sestavljena je iz številnih aktivnosti s katerimi se omogoča optimalno manipuliranje in transport blaga. Najpogostejše aktivnosti so pakiranje, izboljšava embalaže, označevanje, sortiranje, jemanje vzorcev, hlajenje oziroma vzdrževanje hitro pokvarljive roke in druge aktivnosti, ki se odvijajo na mestu odpreme in za čas prevoza. S strokovnim in pravočasnim izvajanjem teh funkcij lahko špediter pripomore k povečanju vrednosti in kakovosti blaga.

### 5. Kreditna funkcija
Je sestavljena iz kreditiranja proizvajalca, ki proizvaja blago za izvoz in kreditiranja tistih, ki uvažajo potreben material za proizvodnjo in postaja vse bolj pomembna. Primer: špediter plača nujne stroške carine, carinske takse, razne stroške zavarovanja, manipuliranje transporta - to so stroški, ki jih špediter plača izvršiteljem posameznega dela takoj, naročniku pa jih zaračuna po končanem celotnem delu.

### 6. Propagandna funkcija
je sestavljena iz propagande špedicijske dejavnosti lastnega podjetja, zunanje trgovinske dejavnosti, prometne in dejavnosti posameznih podjetij znotraj teh poslov.

## Prednosti špedicijskih poslov
Špediter olajša poslovanje podjetjem, ki za svoje storitve potrebujejo prevoz oziroma katerokoli funkcijo, ki jo opravlja špediter. Ker pa je špeditersko podjetje specializirano na svojem področju, dosega tudi nekatere ugodnosti.
⦁ Tarifne prednosti: pocenitev prevoznih stroškov z najugodnejšim iskanjem poti, trdne kalkulacije in pavšalne cene, dobivanja relacij na temelju lastnih ali skupnih količin blaga – popusti.
⦁ Transportno tehnične prednosti: izurjena delovna sila za manipulacijo z blagom, ustrezna orodja in delovna sredstva (mehanizacija, prihranki pri embalaži z uporabo kontejnerjev.
⦁ Prednosti pri distribuciji: koriščenje špediterskih skladišč, koriščenje tujih skladišč, svetovanje pri sklepanju pogodb.